# Prostituzione in Ucraina
La prostituzione in Ucraina è illegale ma diffusa e largamente ignorata dal governo. Il turismo sessuale è aumentato da quando il paese ha cominciato ad attrarre un maggior numero di turisti provenienti dall'estero.

## Stato attuale
A tutt'oggi in Ucraina la prostituzione individuale non è un reato, ma i lavoratori del sesso possono venire multati ed essere sottoposti a controlli in quanto persone "esigenti una compensazione monetaria per servizi di natura intima". Impiegarsi nella prostituzione è un illecito amministrativo dal 1987, quando è stata proibita dalla Corte Suprema del paese.
Il 12 gennaio 2005 il parlamento ucraino ha approvato sanzioni penali più severe per il traffico di esseri umani e lo sfruttamento della prostituzione coatta. Prima del 2004 le leggi precedenti che criminalizzano la prostituzione organizzata avevano avuto ben poco effetto. Da allora le leggi che criminalizzano la prostituzione e le pene per il traffico di esseri umani organizzato hanno avuto rari effetti positivi perché molti trafficanti condannati troppo spesso non finiscono neppure in carcere.

## Demografia
Secondo l'Istituto ucraino di Studi Sociali nel 2011 ci sono stati 50.000 donne che lavoravano come prostitute con un minore ogni sei prostitute adulte (vedi prostituzione minorile). L'organizzazione ha sostenuto il maggior numero di prostitute che sono state trovate (nel 2011) a Kiev (circa 9.000 persone), poi nella zona di Odessa (circa 6.000), circa 3.000 potrebbero essere trovate a Dnipro e a Donec'k, a Charkiv 2.500 e 2.000 si diceva avessero lavorato in Crimea.
La ricerca da parte dell'Istituto di Stato per la famiglia e le questioni della gioventù indica che, per molte donne, il lavoro sessuale è diventata l'unica adeguata fonte di reddito: oltre il 50% di loro sostengono così i propri figli e i genitori; il 10% degli adolescenti che vivono per strada (nel 2011) sono stati sospettati di aver fornito sesso ad altri uomini in cambio di cibo e vestiti.